# Tetragramma (musica)

La prima strofa dell'inno Ut queant laxis in notazione quadrata su tetragramma

Il tetragramma è il rigo musicale, composto da quattro linee orizzontali, utilizzato nella notazione quadrata. È il predecessore del pentagramma, il rigo di cinque linee utilizzato nella  notazione moderna. 
Il tetragramma e la notazione quadrata, insieme con la notazione metense e la notazione sangallese, sono tutt'oggi utilizzati nella notazione del canto gregoriano.
Nell'antichità, fino al medioevo, non si praticava una maniera di scrivere la melodia musicale, anche se in alcuni ambiti si era trovata qualche forma di notazione.
I primi codici musicali risalgono al IX secolo. Le note erano indicate con dei segni grafici, chiamati neumi. Ma la preoccupazione dei primi annotatori non era quella di dare indicazioni melodiche, poiché la melodia veniva trasmessa ancora mnemonicamente, bensì ritmiche. Per questo venivano chiamate  notazioni adiastematiche, cioè in campo aperto.
A partire dal X secolo nacque l'esigenza di dare indicazione, oltre che del ritmo, anche degli intervalli melodici. Gli antichi amanuensi, prima di scrivere, preparavano le pergamene tracciando a secco delle linee, che utilizzavano come guida per una corretta scrittura. Si prese l'abitudine, inizialmente, di scrivere il testo una linea sì ed una no e di utilizzare le linee vuote per scrivere la musica. In un secondo tempo le linee divennero due, che vennero colorate di rosso per indicare il Fa e di giallo per indicare il Do. Fu così che nacque la notazione diastematica. Le linee si assestarono fino a quattro, poiché l'ambitus della musica medievale non era così esteso come nella musica moderna.
L'invenzione del tetragramma è impropriamente attribuita al monaco benedettino Guido d'Arezzo all'inizio dell'XI secolo, insieme con i nomi delle note musicali, sebbene sistemi musicali analoghi fossero già utilizzati dal IX secolo. I neumi andavano scritti su una linea o su uno spazio interlineare, analogamente all'uso attuale del pentagramma, e le note vennero chiamate Ut (cambiata successivamente in Do, ma non da Giovanni Battista Doni come erroneamente identificato, in quanto ci sono riferimenti alla nota Do in un testo di Pietro Aretino del 1536, antecedente alla nascita di Doni), Re, Mi, Fa, Sol, La, dalle iniziali dei versi della prima strofa dell'inno a San Giovanni Battista Ut queant laxis, utilizzato da Guido D'Arezzo come memorandum per i suoi allievi. Il nome della nota Si fu aggiunto solo nel XVI secolo. I neumi furono rappresentati da Guido D'Arezzo con dei quadrati, poi essi diventarono romboidali ed infine tondi. L'introduzione delle figure di durata è attribuita a Francone da Colonia nel 1260.